# معدل المواليد

معدل المواليد عالميًا في عام 2017.

معدل المواليد أو معدل الولادة (بالإنجليزية: Birth rate)‏ وهي نسبة الولادة على 1000 خلال كُل سنة، نسبة الولادة تُحسب بعدة طُرق: تسجيل المواليد والجدد وحسبانها، الوفيات، الزواج، ونسبة زيادة السكان عند القيام بالإحصاء السُكاني، وتقدير الولادات خلال القيام بعدة أبحاث، نسبة الولادة (مع نسبة الوفيات ومعدل الهجرة البشرية) هي عامل مهم في حساب النمو السكاني.
إنّ معدّل الولادة غير الدّقيق عدد الولادات لكلّ 1,000 شخص بالسّنة، استعمل تعبير آخر بشكل متبادل بمعدل الولادات معدل مواليد، عندما معدل الوفيات الخامّ مطروح من معدّل الولادة غير الدّقيق، النتيجة نسبة الزيادة الطبيعية (آر إن آي)، هذه مساوية إلى نسبة تغيير السكان (ماعدا الهجرة).
المجموع (خامّ) معدل ولادات (الذي يتضمّن كلّ الولادات) — أشار إلى نموذجيا كولادات لكلّ 1,000 سكان — بارزة من نسبة عمر المعيّنة (عدد الولادات لكلّ 1,000 شخص في مجموعة عمرية)، الاستعمال المعروف الأول ل«معدل ولادات» التعبير في حادث إنجليزي في 1859.
في 2012 معدل الولادات العالمي المتوسط كان 19.15 ولادة لكلّ 1,000 سكان كليّ، قارن إلى 20.09 لكلّ 1,000 سكان كليّ في 2007، معدل الولادات الخام (ليس ولادات / نسبة سكان) 4.3 ولادة / ثانية للعالم (2014 تخمين.
أكثر معدل لنسبة الولادة موجود في الشرق الأوسط وأفريقيا والهند وجنوب شرق آسيا، بينما تقل معدل الولادات بشكل كبير في أوروبا وشرق آسيا وشمال أمريكا وأوقيانوسيا، وقد شهد القرن العشرين ارتفاع نسب الولادة بشكل كبير بعد تطور التقنيات الطُبية في الولادة وأمراض الأطفال.

## في سياق السياسات

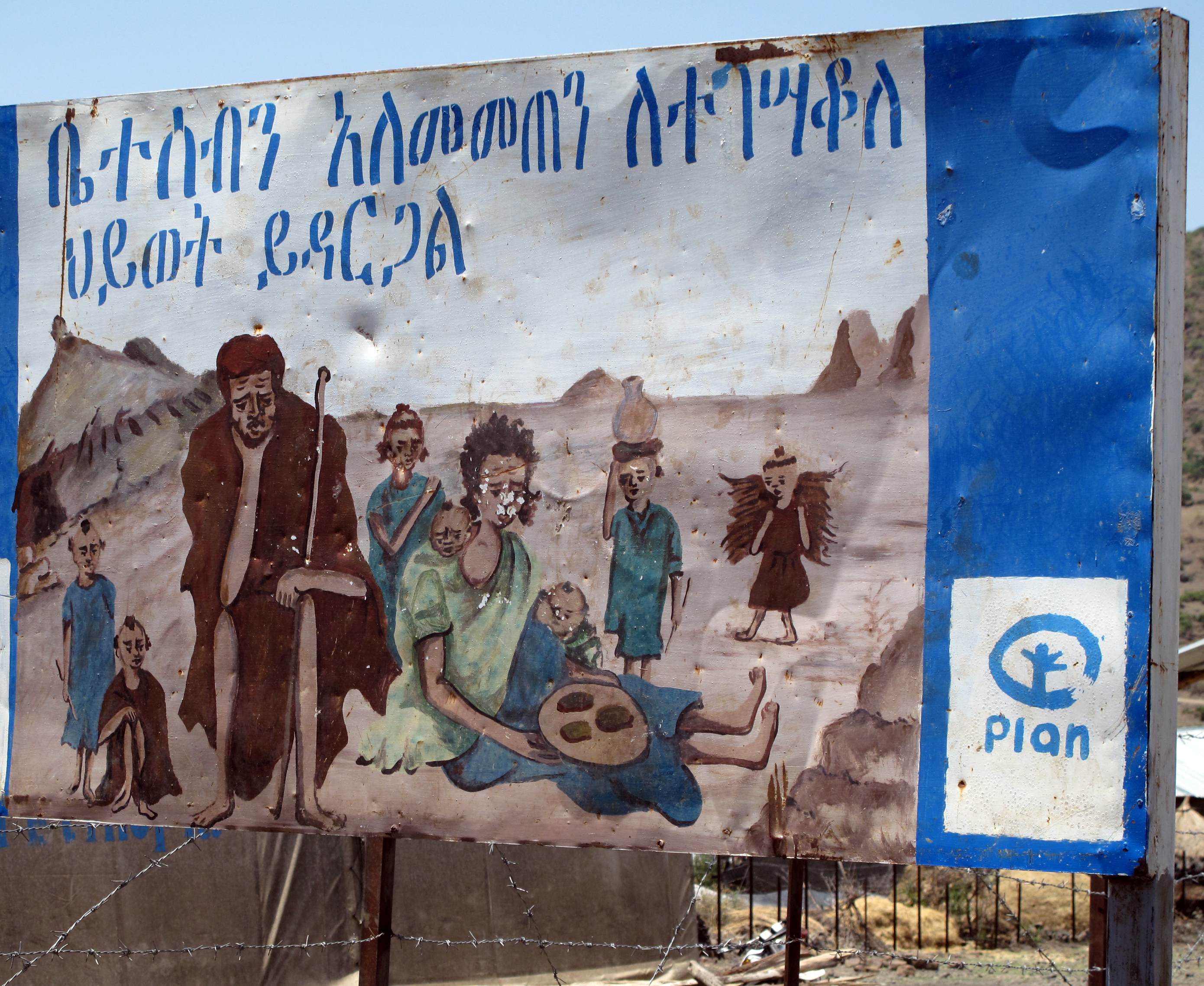
صورة توضيحية لسوء تنظيم الأسرة

تعدّ نسبة الولادة مسألة مهمة وشأن سياسي بالنسبة للحكومات الوطنية. تسعى بعض البلدان (بما فيها إيطاليا وماليزيا) إلى زيادة معدل المواليد بحوافز مالية أو توفير خدمات الدعم للأمهات الجدد، بينما تسعى بعض الدول الأخرى بسياساتها- على عكس السابقة- إلى خفض معدل المواليد (كسياسة الطفل الواحد في الصين التي طُبقت بين عامي 1978 و2015). تُعرف السياسات الرامية إلى زيادة معدل المواليد الأولي بالسياسات المشجعة للولادة، وتُعرف سياسات خفض معدل المواليد الأولي بالسياسات المناهضة للولادة. حققت التدابير غير القسرية، مثل تحسين المعلومات حول تحديد النسل وتوافرها، نتائج جيدة في بلدان مثل إيران وبنغلاديش.
دارت مناقشات حول إسهام إدخال المرأة في طليعة مبادرات التنمية في انخفاض معدلات المواليد. ركزت السياسات الحكومية في بعض البلدان، على خفض معدلات المواليد من خلال تحسين حقوق المرأة والصحة الجنسية والإنجابية. ترتبط معدلات المواليد المرتفعة عادة بمشاكل صحية، وانخفاض في متوسط العمر المتوقع، وانخفاض مستويات المعيشة، وتدني الوضع الاجتماعي للمرأة، وانخفاض مستويات التعليم. تفترض نظرية التحول الديمغرافي انخفاض النمو السكاني عندما يمر بلد ما بالتنمية الاقتصادية والتغيير الاجتماعي، باستخدام نسبة الولادة كمؤشر.
حظيت قضايا المرأة باهتمام كبير في المؤتمر العالمي للسكان عام 1974 في بوخارست في رومانيا. نوقشت برامج الأسرة، وصاغت 137 دولة خطة عمل عالمية للسكان. قبلت العديد من البلدان- كجزء من المناقشة- الأساليب الحديثة لتحديد النسل مثل حبوب منع الحمل والواقي الذكري بينما عارضت الإجهاض.
نوقشت مسائل السكان والرغبة في إشراك المرأة في الخطاب، وأُجمع على الحاجة إلى تحسينات في وضع المرأة ومبادراتها في الدفاع عن الصحة الإنجابية والحرية المتعلقة ها، والبيئة، والتنمية الاجتماعية والاقتصادية المستدامة.
تعدّ معدلات المواليد التي تتراوح بين 10-20 ولادة لكل 1000 منخفضة، بينما تعد المعدلات بين 40-50 ولادة لكل 1000 مرتفعة. يرتبط ارتفاع معدلات المواليد بمشاكل عديدة، وكذلك الحال بالنسبة للمعدلات المنخفضة. يُحتمل أن تساهم معدلات المواليد المرتفعة في سوء التغذية والمجاعة، وتضغط على برامج الرعاية الحكومية والأسرة، والأهم من ذلك أنها تؤهب للاكتظاظ السكاني في المستقبل، وتزيد من الضرر البشري للأنواع والموائل الأخرى، وتساهم في التدهور البيئي.
تشمل المشكلات الأخرى التي تواجهها الدول ذات نسبة الولادات المرتفعة، ارتفاع عدد الأطفال في قطاع التعليم، وضرورة خلق فرص عمل لهؤلاء الأطفال عند دخولهم سوق العمل، والتعامل مع التأثير البيئي لعدد السكان المتزايد. يُحتمل أن يؤدي انخفاض معدلات المواليد إلى الضغط على الحكومة لتوفير أنظمة رعاية اجتماعية مناسبة لكبار السن، والضغط على العائلات التي يجب أن تدعم كبار السن أيضًا. يُتوقع أن تتولد حاجة للأشخاص الأصحاء الأصغر سنًا من أجل دعم شيخوخة السكان، عندما يفقد كبار السن بنسب عالية قدرتهم على رعاية أنفسهم.

## معدلات المواليد الوطنية
تعدّ النيجر- حيث يبلغ معدل المواليد 6.49 مولودًا لكل امرأة- الدولة الأولى بأعلى معدلات المواليد، وتايوان- حيث يبلغ معدل المواليد 1.13 مولودًا لكل امرأة- الدولة ذات أخفض معدلات مواليد، وفقًا لكتاب حقائق العالم الصادر عن وكالة المخابرات المركزية، الذي يُفترض أن أرقامه مأخوذة من منظمة الصحة العالمية. يمكن الافتراض لأسباب واضحة (ربما لأن الرجال وحدهم من يُسمح لهم بأن يكونوا قساوسة كاثوليك) أن الكرسي الرسولي لديه أدنى معدل مواليد مقارنة بأي دولة ذات سيادة، رغم عدم وجود أي سجلات رسمية.
انخفض معدل المواليد العالمي بمقدار 16 لكل ألف اعتبارًا من عام 2011، مقارنة بفترة خمسينيات القرن العشرين عندما كان معدل المواليد 36 لكل ألف).
بلغ معدل المواليد في النيجر 49.442 ولادة لكل ألف شخص في عام 2017، بينما يعدّ معدل المواليد في اليابان من أدنى معدلات المواليد في العالم، ويبلغ 8 لكل ألف شخص، وقد وُلد رغم ذلك حوالي مليون طفل في كل من البلدين عام 2016، في الوقت الذي يبلغ فيه عدد السكان في اليابان 126 مليون شخص، وفي النيجر 21 مليون.

### أفريقيا جنوب الصحراء الكبرى
تعدّ معدلّات المواليد في منطقة أفريقيا جنوب الصحراء الكبرى أعلى المعدلات في العالم. سجلت النيجر ومالي وأوغندا وزامبيا وبوروندي أعلى معدلات المواليد في العالم منذ عام 2016، وذلك جزء من مفارقة الخصوبة والدخل، إذ أن هذه البلدان فقيرة للغاية، وقد يبدو من غير المنطقي بالنسبة للأسر أن تنجب الكثير من الأطفال. وُصفت العلاقة العكسية بين الخصوبة والدخل «بالمفارقة» الديمغرافية الاقتصادية من خلال الفكرة القائلة بأن الموارد الأكبر ستتيح ولادات أكثر، كما اقترح المؤثر توماس مالتوس.

### أفغانستان
تحتل أفغانستان المرتبة 11 بالبلدان ذات أعلى معدلات مواليد في العالم، وكذلك أعلى معدل مواليد في أي دولة غير أفريقية (اعتبارًا من 2016). يعدّ النمو السكاني السريع في أفغانستان مشكلة تتمثل بمنع الاستقرار السكاني، والتأثير على صحة الأم والطفل. تشمل الأسباب التي تدفع الأسر الكبيرة للإنجاب، التقاليد والدين وتدني مكانة المرأة والرغبة الثقافية في إنجاب العديد من الأبناء.

### أستراليا
كانت معدلات الخصوبة منخفضة نسبيًا في أستراليا عبر التاريخ، إذ بلغ 3.14 ولادة لكل امرأة عام 1960. تبع ذلك انخفاض استمر حتى منتصف عام 2000، عندما قُدمت حوافز نقدية غير متكررة لعكس هذا الانخفاض. قدمت حكومة هوارد في عام 2004 «مدفوعات الأمومة» غير المربوطة بأجر، لآباء كل مولود جديد كبديل لإجازة الأمومة. بلغت المدفوعات التي عُرفت باسم «منحة الطفل» 3000 دولار أسترالي لكل طفل، وارتفع إلى 5000 دولار أسترالي يُدفع على 13 قسطًا.
صرح وزير الخزانة- في الوقت الذي كانت فيه البطالة الأسترالية عند أدنى مستوى لها منذ 28 عامًا أي 5.2%-بيتر كوستيلو أن هناك مؤشرات لانخفاض المعدلات. نظر كوستيلو إلى الوقت الحالي باعتباره الوقت المناسب لزيادة عدد السكان من وجهة نظر اقتصادية جيدة، وقال مقولته الشهيرة التي توجب على كل أسرة أن يكون لديها ثلاثة أطفال: «طفل للأم وطفل للأب وآخر للبلد». بلغ معدل الخصوبة في أستراليا ذروته عند 1.95 طفل لكل امرأة في عام 2010، وهو أعلى مستوى له منذ 30 عامًا، رغم أنه بقي دون مستوى الإحلال.
يعتقد فيل روثفن، من شركة معلومات الأعمال آي بي آي إس ورلد، أن الزيادة المفاجئة في الخصوبة ارتبطت بدرجة أكبر بالتوقيت وليس بالحوافز المالية. تتراوح أعمار الجيل إكس الآن بين 25-45 عامًا. شعرت الكثيرات اللاتي أجّلن الحمل لبضع سنوات من أجل الحصول على وظيفة، أنهن يتقدمن بالعمر وأنهن سيفقدن مقدرتهن على ذلك.
استُبدلت منحة الطفل في 1 مارس 2014، بالاستحقاق الضريبي للأسرة آي. كانت منحة الطفل قد تركت أثرها في أستراليا ذلك الوقت.
انخفض معدل الخصوبة في أستراليا بشكل طفيف إلى 1.91 طفل لكل امرأة، وذلك عام 2016.